# Sakai (Osaka)
Sakai (堺市 Sakai-shi?) es una ciudad localizada en la prefectura de Osaka, Japón. En julio de 2019 tenía una población estimada de 828.741 habitantes y una densidad de población de 5.532 personas por km². Su área total es de 149,82 km².
La ciudad fue fundada el 1 de abril de 1889. En 1 de octubre de 1980, la población de Sakai superó los 800.000 habitantes. Posteriormente una nueva agrupación el 1 de febrero unió Mihara de Minami-kawachi con Sakai. En 1 de abril de 2006, Sakai fue rediseñado con una ordenanza de la ciudad y dividido en siete municipios de Sakai-ku, Naka-ku, Higashi-ku, Nishi-ku, Minami-ku, Kita-ku, y Mihara-ku.

## Historia
En el Periodo Muromachi Sakai fue una de las ciudades más ricas de Japón. Sakai está situada a orillas de la Bahía de Osaka y en la desembocadura del río Yamato, este conectaba la antigua Provincia de Yamato (hoy Prefectura de Nara) al mar. Sakai ayudó a conectar el comercio marítimo extranjero con el comercio terrestre local.
Sakai fue una ciudad autónoma gobernada por sus ciudadanos mercaderes. En aquellos días se decía que las ciudades más acaudaladas eran Umi no Sakai, Riku no Imai (traducido como "por mar, Sakai; por tierra, Imai"; el último es ahora parte de Kashihara, Nara). El célebre sacerdote budista Zen Ikkyū escogió Sakai para vivir debido a su atmósfera de libertad. En el  Periodo Sengoku algunos monjes cristianos, incluido Francisco Javier en 1550, visitaron Sakai y documentaron su prosperidad.
Tras la llegada de los europeos Sakai desarrolló una industria de armas de fuego, su daimyo, Oda Nobunaga, fue uno de sus clientes más importante. En el transcurso de su ambicioso proyecto de unificación de Japón, Nobunaga intentó eliminar la privilegiada autonomía de Sakai. Los ciudadanos de Sakai rechazaron sus órdenes y libraron una desesperada batalla contra su ejército, la mayoría de los ciudadanos escaparon, y Sakai fue quemada y destruida por Nobunaga. Después de la muerte de Nobunaga, uno de sus hombres, Toyotomi Hideyoshi, tomó el poder. Sakai volvió a convertirse en una ciudad próspera bajo su mandato.
Sen no Rikyū, conocido como el mayor maestro de la ceremonia del té japonesa, fue en principio un mercader de Sakai. Debido a la estrecha relación entre la ceremonia del té y el budismo zen, y debido a la prosperidad de sus ciudadanos, Sakai era uno de los principales lugares de la ceremonia del té en Japón.
Sakai fue todavía un importante centro de comercio durante el Periodo Edo pero su actividad se basó en el comercio terrestre debido a la política Sakoku del Gobierno Tokugawa. Al final de esta época los comerciantes occidentales volvieron a desembarcar en Sakai pero resultó en un trágico incidente para ambos ya que ambos ignoraban las formas de comercio del otro. Marineros franceses del Dupleix y  ciudadanos de Sakai se enfrentaron; algunos franceses murieron, y como consecuencia, los japoneses responsables de sus muertes fueron sentenciados al seppuku. A este incidente se le conoce como el Incidente de Sakai (堺事件 Sakai-jiken?).
En la época moderna Sakai es una ciudad industrial con un gran puerto. Durante los bombardeos de la II Guerra Mundial su zona occidental sufrió graves daños debido a los bombardeos. Hoy día es conocido por sus cuchillos y por ser acoger la sede de Shimano, fabricante de piezas de bicicleta. Con una población que supera los 800.000 habitantes, es el mayor suburbio de Osaka y la decimocuarta ciudad más poblada de Japón.

## Geografía

### Localidades circundantes
- Prefectura de Osaka
  - Osaka
  - Matsubara
  - Habikino
  - Tondabayashi
  - Ōsakasayama
  - Kawachinagano
  - Izumi
  - Takaishi

## Demografía
Según datos del censo japonés, la población de Sakai se ha mantenido estable en los últimos años.
| Año del censo | Población |
| ------------- | --------- |
| 1995          | 840.384   |
| 2000          | 829.636   |
| 2005          | 830.966   |
| 2010          | 841.966   |
| 2015          | 839.310   |

## Universidades
- Universidad de la Prefectura de Osaka
- Escuela Universitaria Taisei
- Escuela Universitaria Tezukayama

## Barrios
Sakai tiene 7 barrios o chiku (地区, literalmente sección, o sector). Los nombres de los barrios van seguidos por el sufijo ku (区).
- Sakai-ku (堺区)
- Naka-ku (中区)
- Higashi-ku (東区)
- Nishi-ku (西区)
- Minami-ku (南区)
- Kita-ku (北区)
- Mihara-ku (美原区)

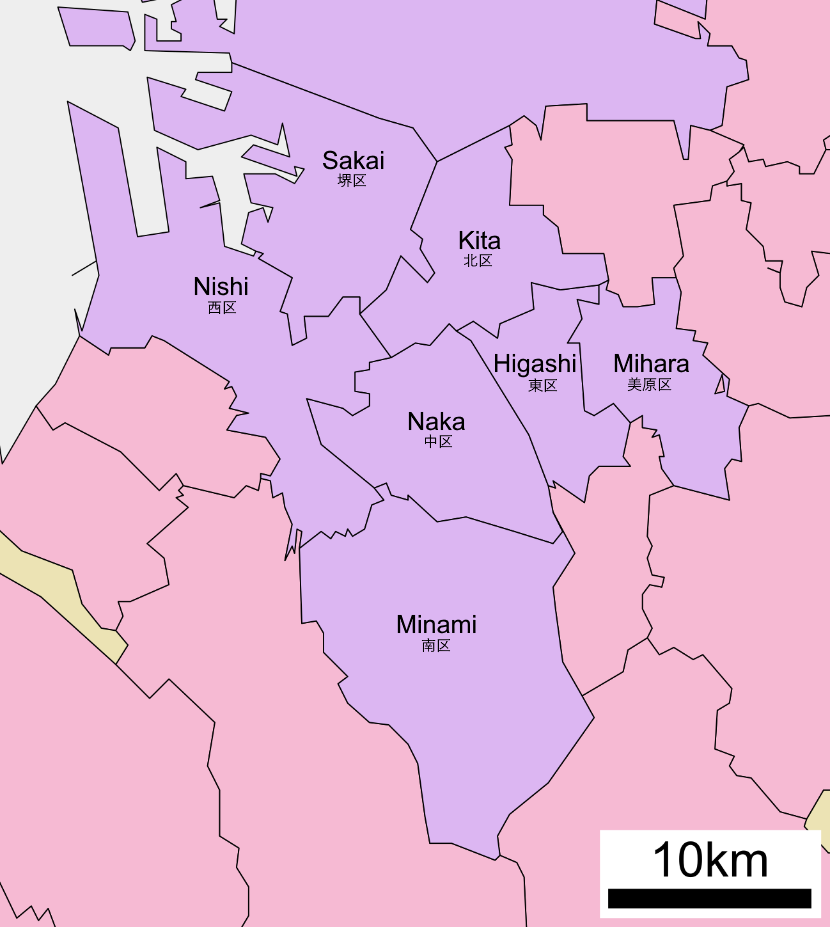
El mapa de los barrios de Sakai

## Ciudades amigas y hermanas
- Berkeley, California, Estados Unidos—1967
- Lianyungang, Jiangsu,  China—1983
- Tanegashima, Kagoshima, Japón—1986
- Higashiyoshino, Nara, Japón—1986
- Wellington, Nueva Zelanda—1994

## Ciudadanos ilustres
- Reon Kadena
- Emperador Nintoku
- Gyōki
- Ikkyū
- Sen no Rikyū
- Tsuda Sōgyū
- Imai Sōkyū
- Ōuchi Yoshihiro
- Takeno Jōō
- OreSkaBand Grupo femenino de música Ska.
- Nobuaki Kakuda
- Kentaro Kobuchi y Shunsuke Kuroda, miembros del grupo de música Kobukuro.
- Akiko Yosano, Poeta y novelista japonés.
- Ryumon Yasuda, Pintor y escultor japonés.
- Hideo Nomo trabajó en Shin-nittetsu Sakai y jugó en su club antes de ser transferido a los Kintetsu Buffaloes
- Yudetamago, dúo de artistas manga (acudió al instituto Hatsushiba en Higashi-ku)
- Akio Mori, luchador de Kick boxing conocido como Musashi (kickboxer)
- Akira Nagata, actor, cantante y seiyū.[4]